# Miho Takagi
Miho Takagi (高木 美帆?, Takagi Miho; Makubetsu, 22 maggio 1994) è una pattinatrice di velocità su ghiaccio giapponese.
È sorella minore di Nana, anch'essa pattinatrice.

## Palmarès

### Olimpiadi
- 7 medaglie:
  - 2 ori (inseguimento a squadre a Pyeongchang 2018; 1000 m a Pechino 2022)
  - 4 argenti (1500 m a Pyeongchang 2018; 500 m, 1500 m, inseguimento a squadre a Pechino 2022)
  - 1 bronzo (1000 m a Pyeongchang 2018)

### Mondiali completi
- 3 medaglie:
  - 1 oro (Amsterdam 2018)
  - 1 argento (Calgary 2019)
  - 1 bronzo (Hamar 2017)

### Mondiali distanza singola
- 14 medaglie:
  - 5 ori (inseguimento a squadre a Heerenveen 2015; inseguimento a squadre a Inzell 2019; inseguimento a squadre a Salt Lake City 2020; 1000 m e 1500 m a Calgary 2024)
  - 3 argenti (inseguimento a squadre a Kolomna 2016; inseguimento a squadre a Gangneung 2017; 1500 m a inseguimento a squadre a Inzell 2019)
  - 5 bronzi (mass start a Kolomna 2016; 1500 m a Gangneung 2017; 1000 m a Salt Lake City 2020; 1000 m e 1500 m a Heerenveen 2023; sprint a squadre a Calgary 2024)

### Mondiali sprint
- 2 medaglie:
  - 1 oro (Hamar 2020)
  - 1 argento (Heerenveen 2019)

### Giochi asiatici
- 5 medaglie:
  - 3 ori (1500 m, 3000 m e mass start a Sapporo 2017)
  - 1 argento (1000 m a Sapporo 2017)
  - 1 bronzo (inseguimento a squadre ad Astana 2011)

### Universiadi
- 1 medaglia:
  - 1 oro (1000 m a Trentino 2013)

### Coppa del Mondo
- Vincitrice della Grand World Cup nel 2018
- Vincitrice della Coppa del Mondo 1500 m nel 2018 e nel 2023
- Vincitrice della Coppa del Mondo 1000 m nel 2023
- Miglior piazzamento nella Coppa del Mondo 3000/5000 m: 9ª nel 2018
- Miglior piazzamento nella Coppa del Mondo mass start: 4ª nel 2016
- 70 podi (50 individuali, 20 a squadre):
  - 35 vittorie (20 individuali, 15 a squadre)
  - 24 secondi posti (20 individuali, 4 a squadre)
  - 11 terzi posti (10 individuali, 1 a squadre)